# Megabraula
Megabraula (лат.) — род бескрылых пчелиных вшей (Braulidae) из отряда двукрылых насекомых. Эндемики Непала. Являются комменсалами или паразитами пчёл.

## Описание
Распространены в Непале. Бескрылые мелкие мухи (длина около 3 мм) коричневого тела. Обнаружены на пчёлах вида Apis laboriosa.

## Классификация
Выделяют 2 вида. Вместе с родом Braula образуют семейство Braulidae.
- Megabraula antecessor Grimaldi & Underwood, 1986
- Megabraula onerosa Grimaldi & Underwood, 1986